# Arago (bateau)
Pour les articles homonymes, voir Arago.
L’Arago (indicatif visuel P675) est un patrouilleur de service public français de type Lapérouse.

## Historique
Il est basé à Brest depuis Septembre 2024. Auparavant il était basé à Fare Ute (Papeete) en Polynésie française depuis 2011.
Il s'agit d'un retour aux sources pour ce navire qui, initialement, œuvrait dans le Pacifique pour le service hydrographique et océanographique de la Marine. Il a été reconverti dans sa fonction actuelle en 2002, date à laquelle il était basé à Toulon. Il est parrainé par  l'île de Nuku Hiva depuis 1993 et la ville de Cannes depuis juin 2004.
En 2018, il était prévu qu'il soit désarmé en 2022. Cependant, en octobre 2020, la ministre des Armées Florence Parly décide de retarder son retrait du service, alors fixé à 2021, car le premier des deux patrouilleurs Outre-mer (POM) qui doit le remplacer n'arrivera pas à Papeete avant l'année 2023. Comme l'a prouvé une analyse technique réalisée par la Marine nationale, l'Arago sera encore capable d'assurer ses missions jusqu'en 2024, date à laquelle il sera enfin désarmé.
Il était prévu qu'il soit désarmé en 2024. Sauf que le manque de remplaçant pour les patrouilleurs de haute mer (ex Avisos) entraîne une prolongation de sa durée de vie d'au moins 3 ans et sera repositionné à Brest.

## Équipement

### Armement
Le navire est équipé de deux mitrailleuses de calibre 12,7 mm.

### Électronique
Il dispose de deux radars (de type DRBN-38 et Furuno) et d'un système de transmissions par satellite de type Inmarsat. Il est aussi équipé de plusieurs systèmes GPS ainsi que des équipements de navigation tels qu'un compas gyroscopique, un sondeur et des récepteurs NAVTEX et météo.

## Missions
Les missions de l’Arago sont : « le sauvetage des personnes, la sécurité et la surveillance de la navigation, l'information des navigateurs, la sécurité des loisirs nautiques, la lutte contre les mouvements illicites, l'assistance aux pêches et contrôles, le maintien de l'ordre en mer, la lutte contre la pollution ».

## Service
Il montrait sur l'avant de sa coque le marquage AEM (Action de l'État en Mer) , trois bandes inclinées bleu, blanc, rouge. Cette inscription est actuellement effacée. 